# Гызюрду
Гызюрду, или Кызюрду, или Кызюрды (азерб. Qızyurdu) — одна из высочайших вершин Талышского хребта, расположеная в в Лерикском районе Азербайджана. Её высота 2433 м. Вместе с горой Мараюрды образует дугу, которая ограничивает Диабарскую (Кялвазскую) котловину. По склонам встречаются горно-луговые почвы. На вершине горы в середине XIX века существовала популяция безоарового козла. На склоне горы найдено древнее поселение называемое Джони.